# 佐藤香
佐藤 香（さとう かおり、1988年8月27日 - ）は、ジョイスタッフ所属のフリーアナウンサー。
元青森テレビ(ATV)のアナウンサー。

## 来歴・人物
福島県いわき市出身。血液型はA型。東京外国語大学日本語専攻卒業後、2011年ATVに入社した。
2019年5月に結婚で2021年12月から産休・育休していたが2023年に復帰した。
2024年3月をもって青森テレビを退社。

## 過去の担当番組
- じしゃばん
- ATVニュース
- おしゃべりーの
- わっち!!